# Guido Cominotto
Pour les articles homonymes, voir Cominotto (homonymie).
Guido Cominotto (né le 4 octobre 1901 à Mestre et mort le 9 mars 1967  ) est un athlète italien spécialisé dans les 400 et 800 mètres.

## Biographie
Guido Cominotto a participé aux Jeux olympiques d'été de 1924 à Paris et aux Jeux olympiques d'été de 1928 à Amsterdam. Il a été plusieurs fois champion d'Italie au 400 et 800 mètres. Ses meilleures performances sont de 51.0 sur 400 mètres en 1922 et 1.55.6 sur 800 mètres en 1926.

## Palmarès

### Jeux olympiques
Guido Cominotto participe aux Jeux olympiques d'été de 1924 à Paris comme membre de l'équipe nationale italienne du relais 4 × 400 mètres avec Louis Facelli, Alfredo Gargiullo et Ennio Maffiolini. L'équipe italienne s'est classée sixième de la finale.
En 1928, il participe aux Jeux olympiques d'été de 1928 à Amsterdam en individuel au 800 mètres sans pouvoir se qualifier pour la finale et en relais 4 x 400 mètres avec James Carlini, Louis Facelli et Hector Tavernari.

### Championnat d'Italie
Guido Cominotto est sacré 2 fois champion d'Italie du 400 mètres en 1922 et 1923 et 4 fois champion d'Italie du 800 mètres en 1922, 1923, 1924 et 1926.
Il est 2 fois champion d'Italie du relais 4 x 400 mètres en 1927 et 1928 et 1 fois champion d'Italie du relais 4 × 1500 mètres en 1927.